# Majed Naser
Majed Naser (en árabe: ماجد ناصر حميد بخيت‎; Fujairah, Emiratos Árabes Unidos; 1 de abril de 1984) es un futbolista de Emiratos Árabes Unidos que juega en la posición de guardameta y que actualmente milita en el Shabab Al-Ahli de la UAE Pro League.

## Carrera

### Club
| Periodo   | Club                | Apariciones | Goles |
| --------- | ------------------- | ----------- | ----- |
| 2004–2005 | Fujairah FC         | 2           | 0     |
| 2005–2012 | Al Wasl FC          | 120         | 0     |
| 2012–2017 | Al-Ahli FC          | 74          | 0     |
| 2017–     | Shabab Al-Ahli Club | 105         | 0     |

### Selección nacional
Jugó para Emiratos Árabes Unidos en 78 ocasiones de 2006 a 2018 y participó en tres ediciones de la Copa Asiática.

## Polémicas
Es conocido por ser un jugador temperamental desde sus inicios en divisiones juveniles que provocó varios incidentes:
- En 2001 fue suspendido un año y a pagar una multa por 6000 dirhams por agredir física y verbalmente a un árbitro y por tirarle una piedra a uno de los jueces de línea en un partido de copa ante el Al-Shabab Al Arabi Club.[1]
- En 2007 agredió a un juez de línea en un partido de liga ante el Al-Jazira SC, por lo que fue suspendido por 13 partidos y a pagar una multa de 1000 dirhams,[2] la cual fue reducida a solo cinco partidos luego de una apelación.[3]
- En 2011 fue multado con 1000 dirhams por arrojar una silla al campo de juego en un partido ante el Al-Wahda FC.[4]
- En 2012 recibió una suspensión de 17 partidos y a pagar una multa de 30000 dirhams luego de darle una bofetada al entrenador Quique Sánchez Flores en la semifinal de la Copa de Liga de los Emiratos Árabes Unidos de la temporada 2011/12,[5] y como consecuencia Majed Naser había anunciado su retiro del fútbol, pero más tarde cambió de opinión.
- En 2012 su equipo lo suspendió toda la temporada 2012/13 por haber sido expulsado por dar una patada a un rival en un partido de pretemporada ante el Muharraq Club de Baréin.[6]

## Logros
- UAE Pro League (2): 2006-07, 2013-14
- Copa Presidente de Emiratos Árabes Unidos (2): 2006-07, 2012-13
- Supercopa de los Emiratos Árabes Unidos (1): 2013